# Gaiadendron punctatum
Gaiadendron punctatum là một loài thực vật có hoa trong họ Loranthaceae. Loài này được (Ruiz & Pav.) G.Don mô tả khoa học đầu tiên năm 1834.

## Hình ảnh

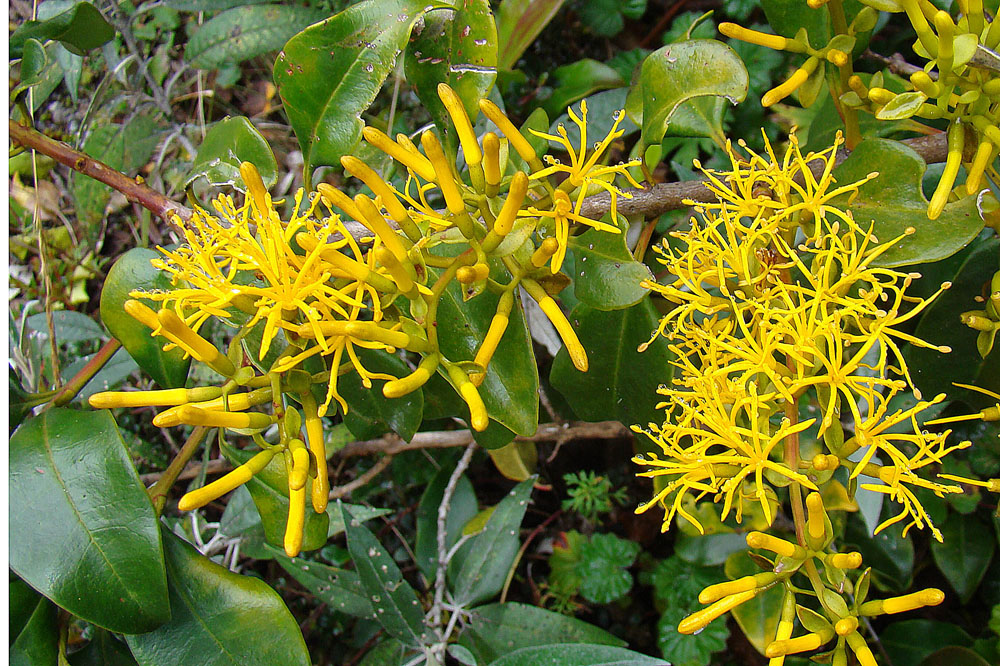
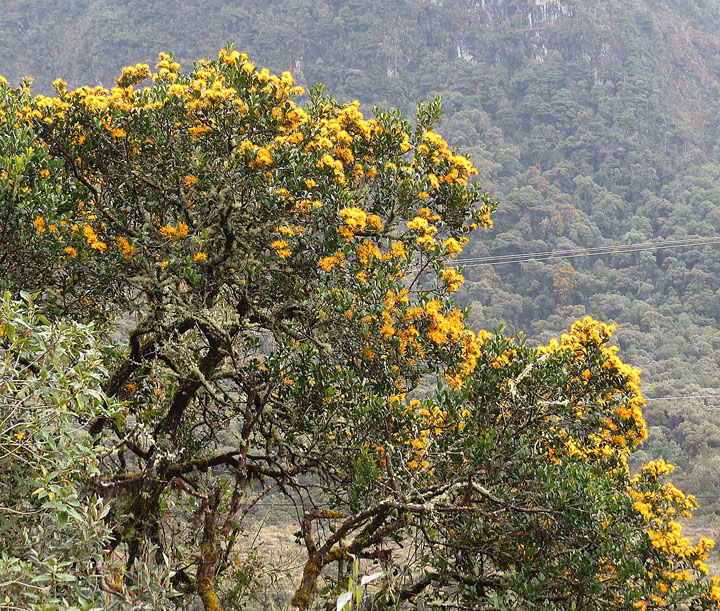
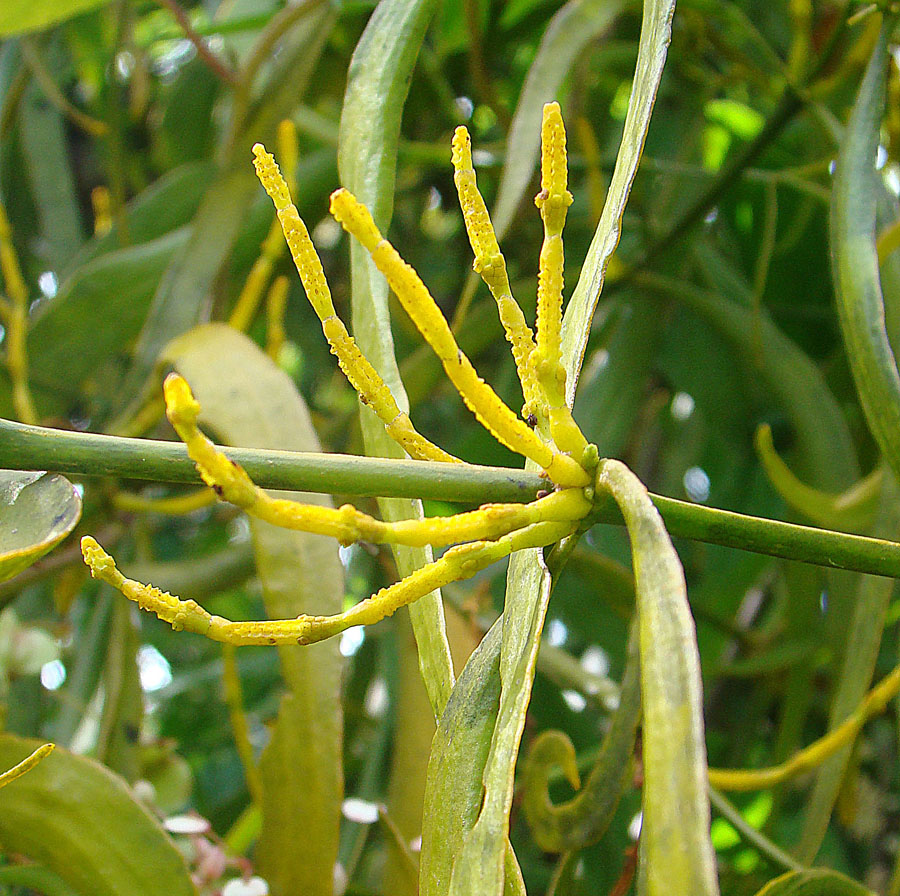
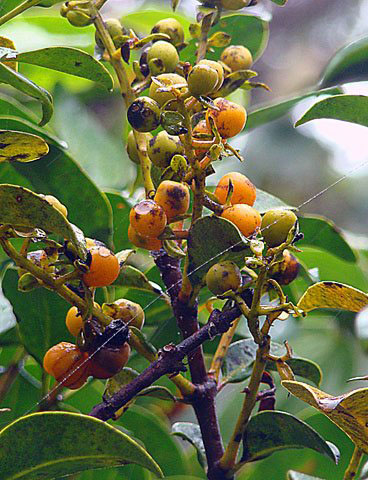